# Steatoda pulchra
Steatoda pulchra är en spindelart som först beskrevs av Eugen von Keyserling 1884.  Steatoda pulchra ingår i släktet vaxspindlar, och familjen klotspindlar. Inga underarter finns listade i Catalogue of Life.